# Rivière Blanche (rivière à Pierre)
Pour les articles homonymes, voir Blanche (rivière) et White River.
La rivière Blanche prend sa source au Lac Blanc. Elle coule dans le territoire non organisé du Lac-Blanc et dans la municipalité de Rivière-à-Pierre, dans la MRC de Portneuf, dans la région administrative de la Capitale-Nationale, sur la Rive-Nord du fleuve Saint-Laurent, dans la province de Québec, Canada.  

## Géographie
La rivière Blanche couvre un bassin versant considérable (voisin du côté ouest du bassin supérieur de la rivière à Pierre) de 203 km2, soit le huitième bassin le plus important de la Batiscanie. La rivière prend sa source au Lac Blanc dont un barrage est aménagé à son embouchure. Plus d'une dizaine de petits lacs environnant se déversent dans le lac Blanc. En descendant, les eaux de la rivière Blanche se jettent dans une succession de lacs jusqu'au village de Rivière-à-Pierre : lacs Lupé, Ralph, Gilles, Tony, Lietto et Lorenzo. Son embouchure se déverse au village de Rivière-à-Pierre dans la rivière à Pierre.
La réserve faunique de Portneuf comprend la partie intermédiaire du bassin versant de la rivière Blanche. En remontant, la rivière Blanche, l'on atteint la limite sud de la réserve est située à 6,3 km (en ligne directe) du centre du village de Rivière-à-Pierre. Tandis que les derniers plans d'eau avant la limite nord de la réserve sont les lacs Central et Perrière. La partie nord du bassin versant de la rivière Blanche est intégré à la Zec de la Rivière-Blanche, incluant les lacs Lorenzo et Tony.

## Toponymie
Les toponymes suivants sont tous inter-reliés et ont été inscrits à la Banque des noms de lieux de la Commission de toponymie du Québec :
- "Territoire non organisé du Lac-Blanc", inscrit le 13 mars 1986,
- "Zec de la Rivière-Blanche", inscrit le 5 août 1982,
- "rivière Blanche (rivière à Pierre)", inscrit le 5 décembre 1968[4],
- "Lac Blanc", inscrit le 5 décembre 1968, soit le plus grand lac du Territoire non organisé du Lac-Blanc.